# Solut

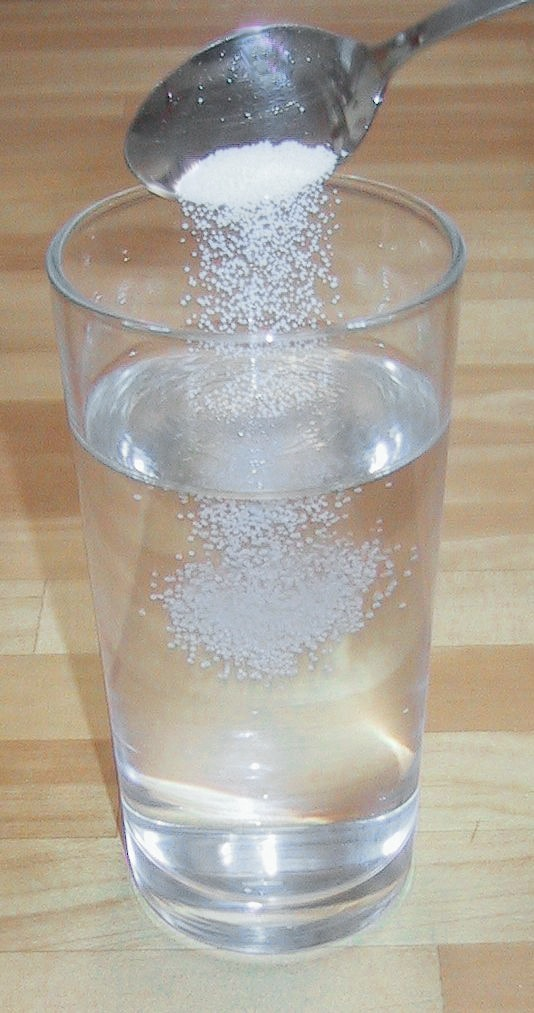
Sal comuna (solut) que es dissol en l'aigua (solvent)

Un solut, en una dissolució, és el compost en menor proporció respecte al solvent. En el llenguatge comú, el solut també es coneix com "la substància que es dissol", per la qual cosa es pot trobar en un estat d'agregació diferent al de l'inici del procés de dissolució i experimentar una transició de fase.
El més comú és que el solut sigui un sòlid en un dissolvent líquid, cosa que origina una solució líquida. Una de les característiques més significatives d'una dissolució acostuma a ser la seva concentració de solut, és a dir, la mitjana de la quantitat de solut continguda en ella.

Solvatació d'un ió de sodi en aigua.

Una altra característica significativa seria la facilitat per a dissoldre's o la solubilitat que pugui presentar en el dissolvent. La solubilitat d'un compost químic depèn en gran manera de la seva estructura molecular. En general, els compostos iònics i moleculars polars són solubles en dissolvents polars com l'aigua o l'etanol; i els compostos moleculars apolars en dissolvents apolars com l'hexà, l'èter o el tetraclorur de carboni